# Олімпійський комітет Росії
Олімпійський комітет Росії (повне найменування — Загальноросійський союз громадських об'єднань «Олімпійський комітет Росії», скорочене — Олімпійський комітет Росії та ОКР, повне найменування англійською мовою: Russian Olympic Committee, скорочене найменування англійською: ROC) — організація, що представляє країну в міжнародному олімпійському русі, національний олімпійський комітет (НОК) Росії. Російський Олімпійський комітет створений 1911 року та відтворений 1991 року (у 1951—1991 рр. функціонував НОК СРСР).

## Загальні відомості
Олімпійський комітет Росії є загальноросійською спілкою громадських об'єднань, громадян Російської Федерації та російських юридичних осіб. ОКР являє собою самостійне, добровільне, некомерційне об'єднання фізкультурно-оздоровчої та спортивної спрямованості, визнане Міжнародним олімпійським комітетом (МОК). ОКР діє без обмеження терміну повноважень і керується у своїй діяльності Конституцією Російської Федерації, Федеральним законом «Про громадські об'єднання» та іншими законами Російської Федерації, Олімпійською хартією та Статутом.
ОКР є частиною олімпійського руху, будує свою роботу відповідно до Олімпійської хартії МОК, підкоряється рішенням Міжнародного олімпійського комітету, представляє Російську Федерацію на Олімпійських іграх, а також у всіх регіональних, континентальних та всесвітніх спортивних змаганнях, що проводяться МОК або під його егідою.
12 жовтня 2023 року МОК призупинив членство Олімпійського комітету росії. Це стало можливим після рішення Олімпійського комітету росії 5.10.023 щодо прийняття до складу олімпійських комітетів тимчасово окупованих територій України. МОК заявив, що це порушення Олімпійської хартії, що суперечить територіальній цілісності кордонів Національного олімпійського комітету України, визнаної МОК. Виконком вирішив, що Олімпійський комітет Росії має негайно зупинити свою діяльність до подальших повідомлень. Окрім того, Олімпійський комітет Росії більше не має права діяти як Національний олімпійський комітет і не може отримувати жодного фінансування від олімпійського руху.

## Керівні органи
1. Олімпійські збори;
2. Виконком ОКР;
3. Президент ОКР.

- Олімпійські збори є вищим керівним органом Олімпійського комітету Росії.
- У період між Олімпійськими зборами діяльністю ОКР керує Виконком, який обирається Олімпійськими зборами в кількості не більше 27 членів, що мають право голосу. Незалежно від складу Виконкому ОКР до його складу повинні в обов'язковому порядку входити: президент ОКР, три перших віцепрезидента ОКР, три віцепрезидента ОКР, генеральний секретар ОКР, члени МОК — громадяни Росії, представники спортивних федерацій (спілок, асоціацій) з олімпійських видів спорту, представник комісії спортсменів.
- Президент ОКР очолює Виконком ОКР, здійснює загальне керівництво діяльністю ОКР.

## Президенти ОКР
| Президенти                        | Роки президентства |
| --------------------------------- | ------------------ |
| Срезневський В'ячеслав Ізмаїлович | 1911—1918          |
| Смірнов Віталій Георгійович       | 1992—2001          |
| Тягачов Леонід Васильович         | 2001—2010          |
| Жуков Олександр Дмитрович         | 2010—2018          |
| Поздняков Станіслав Олексійович   | 2018—нині          |

## Почесні президенти ОКР
- Віталій Смірнов (з 2001 року)
- Леонід Тягачов (з 2010 року)
- Олександр Жуков (з 2018 року)